# Friedrich Franz von Waldersee
Friedrich Franz Graf von Waldersee (17 tháng 12 năm 1829 tại Berlin – 6 tháng 10 năm 1902 tại Schwerin) là một sĩ quan quân đội Phổ-Đức, đã lên đến cấp hàm Trung tướng.

## Gia đình
Friedrich Franz Graf von Waldersee sinh vào tháng 12 năm 1829 ở Berlin, là cháu nội của Franz Graf Waldersee (1763 – 1823), một người con ngoài giá thú của Vương hầu (Fürst, sau năm 1806 là Công tước) Leopold III xứ Anhalt-Dessau với Johanna Eleonore Hoffmeyer (12 tháng 11 năm 1739 – 3 tháng 6 năm 1816). Ông là người con thứ 4 trong 6 người con của viên tướng kỵ binh Phổ Franz Heinrich von Waldersee (25 tháng 4 năm 1791 tại Dessau – 16 tháng 1 năm 1873 tại Breslau) với bà Bertha von Hünerbein (1799 – 1859). Em trai của ông, Alfred von Waldersee (1832 – 1904), từng tham gia các cuộc chiến tranh với Áo năm 1866 và với Pháp từ năm 1870 đến năm 1871, giữ chức Tổng tham mưu trưởng quân đội Đức trong một thời gian ngắn và về sau trở thành Thống chế. Kể từ năm 1897, gia đình von Waldersee cư ngụ tại Dinh thự Waterneverstorff ở quận Waterneverstorf thuộc đô thị tự trị Behrensdorf.

## Gia quyến
Vào ngày 19 tháng 5 năm 1863, tại Alt-Jeßnitz, Waldersee đã thành hôn với Geraldine Freiin von Ende (22 tháng 11 năm 1843 tại Dresden – 20 tháng 1 năm 1919 tại Coswig gần Dresden). Cặp đôi này đã sản sinh ra hai người con:
- Leopold Friedrich Franz Otto (4 tháng 3 năm 1864 – 21 tháng 12 năm 1950)

∞ 1898 Luise Cäcilie Bertha Marianne Emilie von Kotze (22 tháng 3 năm 1872 – 31 tháng 5 năm 1935),
- Siegfried (4 tháng 7 năm 1866 – 29 tháng 3 năm 1886).